# Johann Nepomuk Kravogl
Johann Nepomuk Kravogl (* 9. März 1803 in Nauders; † 13. November 1873 in Innsbruck) war ein österreichischer Maler und Lithograph.

## Leben

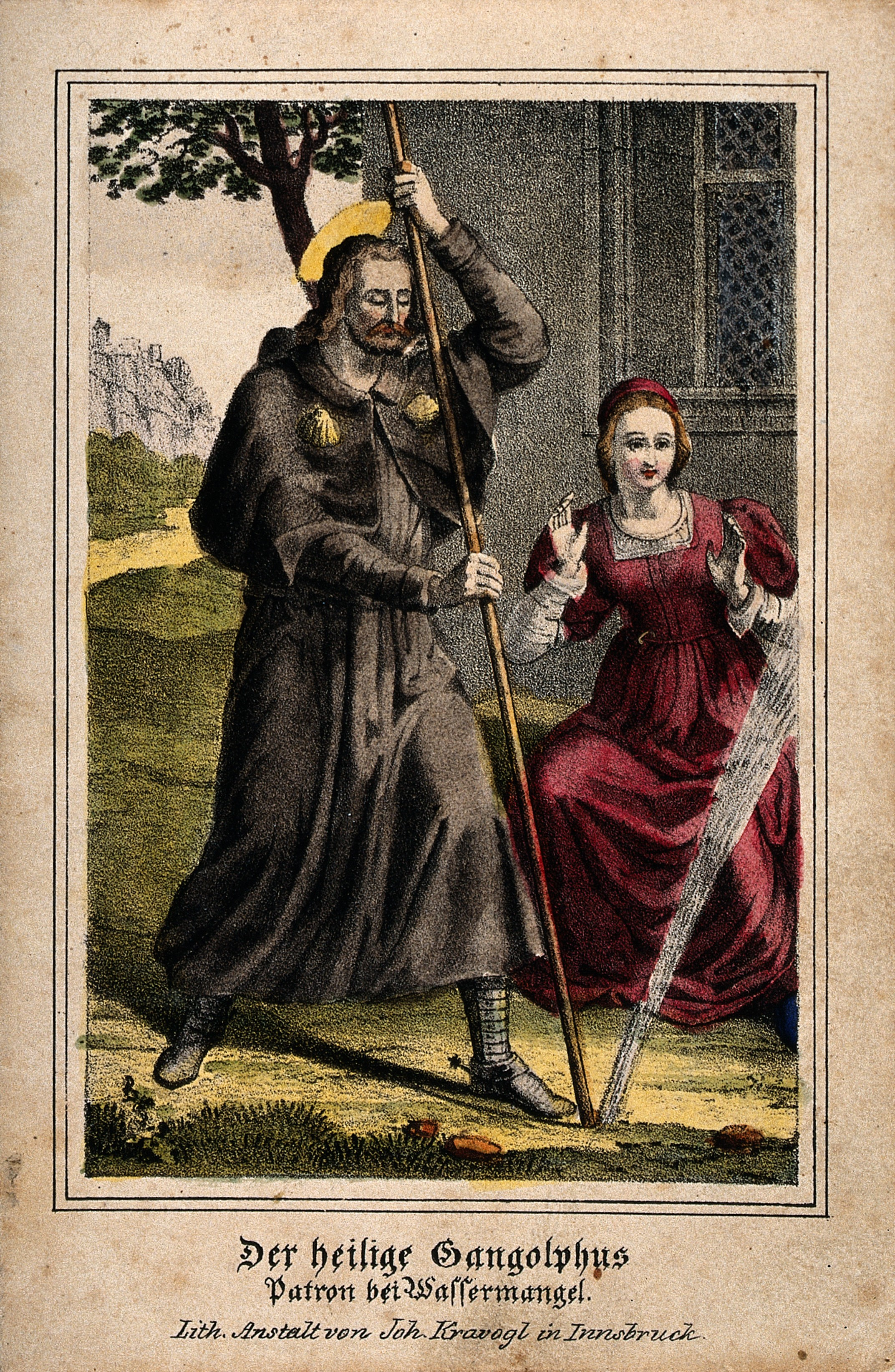
Der heilige Gangolphus, kolorierte Lithographie aus der Lithographischen Anstalt von Johann Kravogl

Kravogl erhielt ab 1822 Zeichenunterricht bei Jakob Pirchstaller in Meran. Von 1825 bis 1826 erlernte er bei Josef Krafft in Wien die Malerei. Ab 1826 war er in Innsbruck als Zeichenlehrer und Maler tätig und schuf Porträts in Öl und in Miniaturmalerei auf Elfenbein und Kupfer. 1834 gründete er eine lithographische Anstalt, in der religiöse Bilder, insbesondere Andachtsbilder und Kreuzwegbilder, aber auch Musikalien hergestellt wurden. Kravogl erstellte Umdrucke nach barocken Vorlagen, druckte aber auch eigene Entwürfe im neugotischen und neubarocken Stil sowie Entwürfe von zeitgenössischen Künstlern. Nach seinem Tod wurde die lithographische Anstalt als Perkmannsche Druckerei bis 1909 weitergeführt.
Zusammen mit seiner Frau Theresia bemühte er sich jahrelang um die Ansiedlung der Karmelitinnen in Innsbruck. 1846 konnte das Kloster schließlich gegründet werden, das von Kravogl auch weiterhin gefördert wurde.
Kravogl war der Onkel des Erfinders Johann Kravogl und der Schriftstellerin Paula Kravogl.